# Riskfraser
Riskfraser eller R-fraser är ett klassificeringssystem av hälsorisker för kemiska produkter som används inom EU. EU kräver att riskfraser och skyddsfraser samt motsvarande farosymboler och farokod framgår av förpackningen på hälsofarliga kemikalier. Riskfraserna presenterades först i Bilaga III i rådsdirektiv 67/548/EEG. Varje riskfras åtföljs även av en kod som består av ett versalt R och en siffra. I listan nedan förklaras vad dessa koder betyder. Texterna är hämtade ur Kemikalieinspektionens föreskrift KIFS 2005:5. Från och med 1 juni 2015 används Faroangivelser enligt CLP-förordningen på förpackningarna och finns hos Kemikalieinspektionens hemsida.

## Lista över riskfraser

### Enkla riskfraser
| Kod | Betydelse                                                             |
| --- | --------------------------------------------------------------------- |
| R1  | Explosivt i torrt tillstånd                                           |
| R2  | Explosivt vid stöt, friktion, eld eller annan antändningsorsak        |
| R3  | Mycket explosivt vid stöt, friktion, eld eller annan antändningsorsak |
| R4  | Bildar mycket känsliga explosiva metallföreningar                     |
| R5  | Explosivt vid uppvärmning                                             |
| R6  | Explosivt vid kontakt och utan kontakt med luft                       |
| R7  | Kan orsaka brand                                                      |
| R8  | Kontakt med brännbart material kan orsaka brand                       |
| R9  | Explosivt vid blandning med brännbart material                        |
| R10 | Brandfarligt                                                          |
| R11 | Mycket brandfarligt                                                   |
| R12 | Extremt brandfarligt                                                  |
| R14 | Reagerar häftigt med vatten                                           |
| R15 | Vid kontakt med vatten bildas extremt brandfarliga gaser              |
| R16 | Explosivt vid blandning med oxiderande ämnen                          |
| R17 | Självantänder i luft                                                  |
| R18 | Vid användning kan brännbara/explosiva ång-luftblandningar bildas     |
| R19 | Kan bilda explosiva peroxider                                         |
| R20 | Farligt vid inandning                                                 |
| R21 | Farligt vid hudkontakt                                                |
| R22 | Farligt vid förtäring                                                 |
| R23 | Giftigt vid inandning                                                 |
| R24 | Giftigt vid hudkontakt                                                |
| R25 | Giftigt vid förtäring                                                 |
| R26 | Mycket giftigt vid inandning                                          |
| R27 | Mycket giftigt vid hudkontakt                                         |
| R28 | Mycket giftigt vid förtäring                                          |
| R29 | Utvecklar giftig gas vid kontakt med vatten                           |
| R30 | Kan bli mycket brandfarligt vid användning                            |
| R31 | Utvecklar giftig gas vid kontakt med syra                             |
| R32 | Utvecklar mycket giftig gas vid kontakt med syra                      |
| R33 | Kan ansamlas i kroppen och ge skador                                  |
| R34 | Frätande                                                              |
| R35 | Starkt frätande                                                       |
| R36 | Irriterar ögonen                                                      |
| R37 | Irriterar andningsorganen                                             |
| R38 | Irriterar huden                                                       |
| R39 | Risk för mycket allvarliga bestående hälsoskador                      |
| R40 | Misstänks kunna ge cancer                                             |
| R41 | Risk för allvarliga ögonskador                                        |
| R42 | Kan ge allergi vid inandning                                          |
| R43 | Kan ge allergi vid hudkontakt                                         |
| R44 | Explosionsrisk vid uppvärmning i sluten behållare                     |
| R45 | Kan ge cancer                                                         |
| R46 | Kan ge ärftliga genetiska skador                                      |
| R48 | Risk för allvarliga hälsoskador vid långvarig exponering              |
| R49 | Kan ge cancer vid inandning                                           |
| R50 | Mycket giftigt för vattenlevande organismer                           |
| R51 | Giftigt för vattenlevande organismer                                  |
| R52 | Skadligt för vattenlevande organismer                                 |
| R53 | Kan orsaka skadliga långtidseffekter i vattenmiljön                   |
| R54 | Giftigt för växter                                                    |
| R55 | Giftigt för djur                                                      |
| R56 | Giftigt för marklevande organismer                                    |
| R57 | Giftigt för bin                                                       |
| R58 | Kan orsaka skadliga långtidseffekter i miljön                         |
| R59 | Farligt för ozonskiktet                                               |
| R60 | Kan ge nedsatt fortplantningsförmåga                                  |
| R61 | Kan ge fosterskador                                                   |
| R62 | Möjlig risk för nedsatt fortplantningsförmåga                         |
| R63 | Möjlig risk för fosterskador                                          |
| R64 | Kan skada spädbarn under amningsperioden                              |
| R65 | Farligt: kan ge lungskador vid förtäring                              |
| R66 | Upprepad kontakt kan ge torr hud eller hudsprickor                    |
| R67 | Ångor kan göra att man blir dåsig och omtöcknad                       |
| R68 | Möjlig risk för bestående hälsoskador                                 |

### Sammansatta riskfraser
Följande sammansatta riskfraser skall anges i märkningen istället för enkla fraser i nedan angivna kombinationer.
| Kod          | Betydelse                                                                                                   |
| ------------ | --- |
| R14/15       | Reagerar häftigt med vatten varvid extremt brandfarliga gaser bildas                                        |
| R15/29       | Utvecklar giftig och extremt brandfarlig gas vid kontakt med vatten                                         |
| R20/21       | Farligt vid inandning och hudkontakt                                                                        |
| R20/22       | Farligt vid inandning och förtäring                                                                         |
| R20/21/22    | Farligt vid inandning, hudkontakt och förtäring                                                             |
| R21/22       | Farligt vid hudkontakt och förtäring                                                                        |
| R23/24       | Giftigt vid inandning och hudkontakt                                                                        |
| R23/25       | Giftigt vid inandning och förtäring                                                                         |
| R23/24/25    | Giftigt vid inandning, hudkontakt och förtäring                                                             |
| R24/25       | Giftigt vid hudkontakt och förtäring                                                                        |
| R26/27       | Mycket giftigt vid inandning och hudkontakt                                                                 |
| R26/28       | Mycket giftigt vid inandning och förtäring                                                                  |
| R26/27/28    | Mycket giftigt vid inandning, hudkontakt och förtäring                                                      |
| R27/28       | Mycket giftigt vid hudkontakt och förtäring                                                                 |
| R36/37       | Irriterar ögonen och andningsorganen                                                                        |
| R36/38       | Irriterar ögonen och huden                                                                                  |
| R36/37/38    | Irriterar ögonen, andningsorganen och huden                                                                 |
| R37/38       | Irriterar andningsorganen och huden                                                                         |
| R39/23       | Giftigt: risk för mycket allvarliga bestående hälsoskador vid inandning                                     |
| R39/24       | Giftigt: risk för mycket allvarliga bestående hälsoskador vid hudkontakt                                    |
| R39/25       | Giftigt: risk för mycket allvarliga bestående hälsoskador vid förtäring                                     |
| R39/23/24    | Giftigt: risk för mycket allvarliga bestående hälsoskador vid inandning och hudkontakt                      |
| R39/23/25    | Giftigt: risk för mycket allvarliga bestående hälsoskador vid inandning och förtäring                       |
| R39/24/25    | Giftigt: risk för mycket allvarliga bestående hälsoskador vid hudkontakt och förtäring                      |
| R39/23/24/25 | Giftigt: risk för mycket allvarliga bestående hälsoskador vid inandning, hudkontakt och förtäring           |
| R39/26       | Mycket giftigt: risk för mycket allvarliga bestående hälsoskador vid inandning                              |
| R39/27       | Mycket giftigt: risk för mycket allvarliga bestående hälsoskador vid hudkontakt                             |
| R39/28       | Mycket giftigt: risk för mycket allvarliga bestående hälsoskador vid förtäring                              |
| R39/26/27    | Mycket giftigt: risk för mycket allvarliga bestående hälsoskador vid inandning och hudkontakt               |
| R39/26/28    | Mycket giftigt: risk för mycket allvarliga bestående hälsoskador vid inandning och förtäring                |
| R39/27/28    | Mycket giftigt: risk för mycket allvarliga bestående hälsoskador vid hudkontakt och förtäring               |
| R39/26/27/28 | Mycket giftigt: risk för mycket allvarliga bestående hälsoskador vid inandning, hudkontakt och förtäring    |
| R42/43       | Kan ge allergi vid inandning och hudkontakt                                                                 |
| R48/20       | Farligt: risk för allvarliga hälsoskador vid långvarig exponering genom inandning                           |
| R48/21       | Farligt: risk för allvarliga hälsoskador vid långvarig exponering genom hudkontakt                          |
| R48/22       | Farligt: risk för allvarliga hälsoskador vid långvarig exponering genom förtäring                           |
| R48/20/21    | Farligt: risk för allvarliga hälsoskador vid långvarig exponering genom inandning och hudkontakt            |
| R48/20/22    | Farligt: risk för allvarliga hälsoskador vid långvarig exponering genom inandning och förtäring             |
| R48/21/22    | Farligt: risk för allvarliga hälsoskador vid långvarig exponering genom hudkontakt och förtäring            |
| R48/20/21/22 | Farligt: risk för allvarliga hälsoskador vid långvarig exponering genom inandning, hudkontakt och förtäring |
| R48/23       | Giftigt: risk för allvarliga hälsoskador vid långvarig exponering genom inandning                           |
| R48/24       | Giftigt: risk för allvarliga hälsoskador vid långvarig exponering genom hudkontakt                          |
| R48/25       | Giftigt: risk för allvarliga hälsoskador vid långvarig exponering genom förtäring                           |
| R48/23/24    | Giftigt: risk för allvarliga hälsoskador vid långvarig exponering genom inandning och hudkontakt            |
| R48/23/25    | Giftigt: risk för allvarliga hälsoskador vid långvarig exponering genom inandning och förtäring             |
| R48/24/25    | Giftigt: risk för allvarliga hälsoskador vid långvarig exponering genom hudkontakt och förtäring            |
| R48/23/24/25 | Giftigt: risk för allvarliga hälsoskador vid långvarig exponering genom inandning, hudkontakt och förtäring |
| R50/53       | Mycket giftigt för vattenlevande organismer, kan orsaka skadliga långtidseffekter i vattenmiljön            |
| R51/53       | Giftigt för vattenlevande organismer, kan orsaka skadliga långtidseffekter i vattenmiljön                   |
| R52/53       | Skadligt för vattenlevande organismer, kan orsaka skadliga långtidseffekter i vattenmiljön                  |
| R68/20       | Farligt: möjlig risk för bestående hälsoskador vid inandning                                                |
| R68/21       | Farligt: möjlig risk för bestående hälsoskador vid hudkontakt                                               |
| R68/22       | Farligt: möjlig risk för bestående hälsoskador vid förtäring                                                |
| R68/20/21    | Farligt: möjlig risk för bestående hälsoskador vid inandning och hudkontakt                                 |
| R68/20/22    | Farligt: möjlig risk för bestående hälsoskador vid inandning och förtäring                                  |
| R68/21/22    | Farligt: möjlig risk för bestående hälsoskador vid hudkontakt och förtäring                                 |
| R68/20/21/22 | Farligt: möjlig risk för bestående hälsoskador vid inandning, hudkontakt och förtäring                      |